# Javier Hernández Peña
Javier Hernández Peña (Granada, 1962) es un diplomático español. Ha sido embajador de España en Paraguay de 2017 a 2021.

## Biografía
Nacido en 1962 en Granada, Javier es licenciado en Derecho e ingresó en 1988 en la carrera diplomática. Pese a nacer en Granada, con apenas un mes de edad se instaló con su familia en Soria, ya que su madre, Juana Peña, fue jefa del Servicio Territorial de Hacienda en la delegación de la Junta en Soria. Hernández Peña ha estado destinado en las representaciones diplomáticas españolas en Teherán, Nicosia, Estocolmo, Canberra y en la representación permanente ante la Unión Europea.